# Гейда, Лукаш
Лу́каш Ге́йда (чеш. Lukáš Hejda; род. 9 марта 1990 года, Биловец) — чешский футболист, игрок клуба «Виктория» (Пльзень). В основном играет на позиции центрального защитника, но иногда выступает в роли опорного полузащитника.

## Карьера
Свою футбольную карьеру Лукаш начал в «Банике» из Остравы, в 2007 году перешёл в пражскую «Спарту».

### Спарта Прага
В основном составе впервые дебютировал в сезоне 2009/10, где получил шанс сыграть в нескольких матчах лиги и кубка Чехии. В следующем сезоне сыграл также в матчах предварительного раунда Лиги Чемпионов.

### Баумит Яблонец
В весенней части сезона 2010/11 был отдан в аренду в клуб «Баумит Яблонец», где отыграл 6 матчей.

### Пршибрам
Весь сезон 2011/12 находился в аренде в клубе «Пршибрам». Всего сыграл 19 матчей и забил два мяча.

### Виктория Пльзень
В сезоне 2012/13 сыграл 15 матчей в Гамбринус Лиге. А 19 апреля 2013 года, в матче со своим бывшим клубом «Пршибрамом» забил свой первый мяч за клуб.

## Статистика выступлений за сборную
| Матчи за сборную Чехии | Матчи за сборную Чехии | Матчи за сборную Чехии | Матчи за сборную Чехии | Матчи за сборную Чехии | Матчи за сборную Чехии | Матчи за сборную Чехии |
| ---------------------- | ---------------------- | ---------------------- | ---------------------- | ---------------------- | ---------------------- | ---------------------- |
| №                      | Дата                   | Оппонент               | Счёт                   | Голы                   | Соревнование           |                        |
| 1                      | 3 июня 2014            | Австрия                | 1:2                    | -                      | Товарищеский матч      |                        |

## Достижения
Спарта Прага
- Чемпион Чехии: 2009/10

 Виктория Пльзень
- Чемпион Чехии (5): 2012/13, 2014/15, 2015/16, 2017/18, 2021/22